# L-5 (航空機)

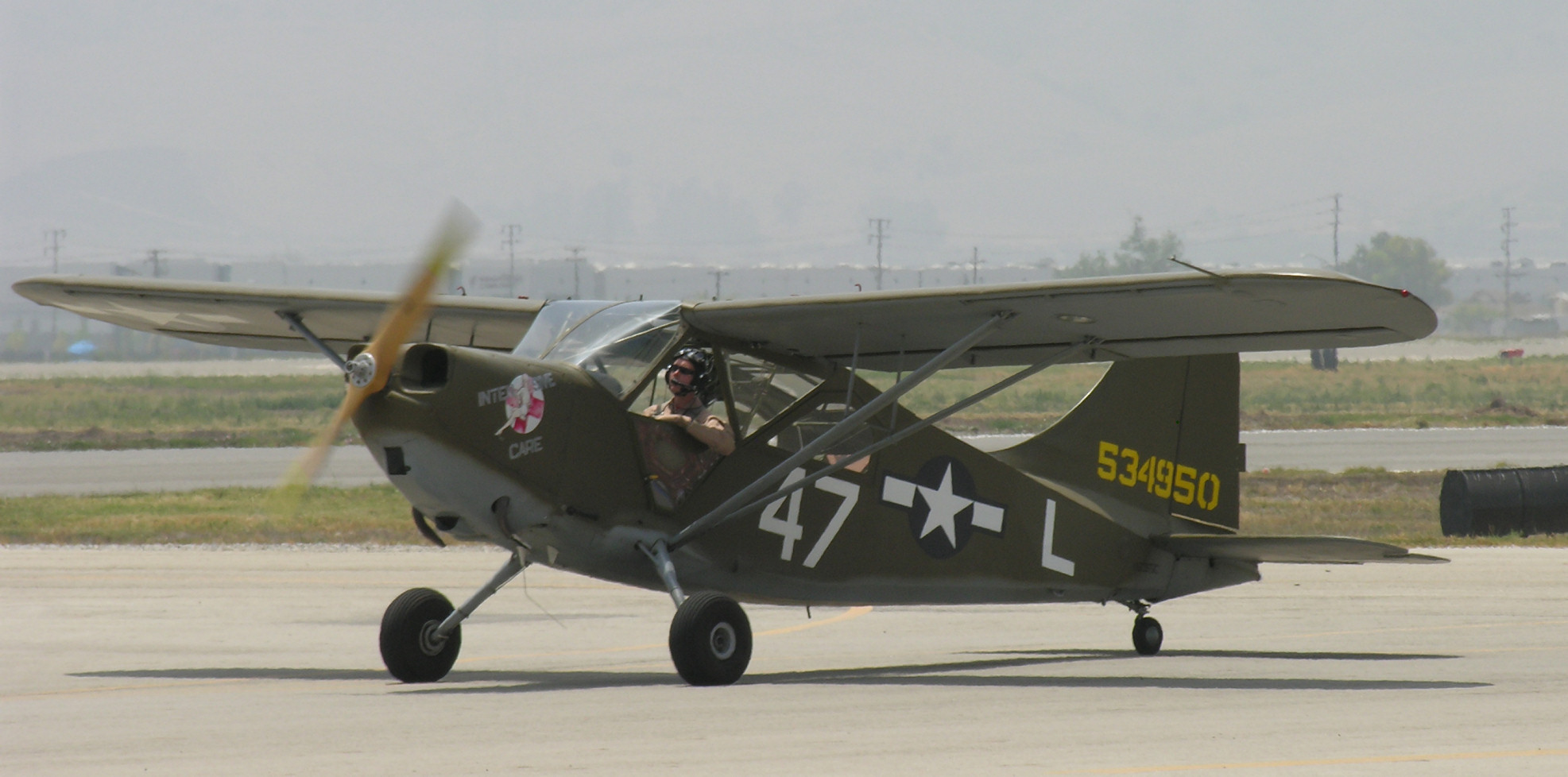
L-5 センチネル

スティンソン L-5 センティネル(Stinson L-5 Sentinel)は、アメリカ合衆国のスチンソン・エアクラフト社製の連絡・観測機。同社の軽飛行機ボイジャーの軍用型である。

## 概要
ベースとなった軽飛行機ボイジャーは、1939年にモデル105として販売されたものの改良型で、1942年に製造中止となるまでに750機が製造されていた。1941年にアメリカ陸軍航空軍が軍用型をYO-54の名称で6機調達して評価を行い、その結果O-62の名称で正式採用したが、翌年に引き渡しが始まった時点でL-5 センチネルと改称された。また、一部がアメリカ海軍/海兵隊に移管されOYの名称が与えられている。
1945年までに4,000機以上が生産され、第二次世界大戦や朝鮮戦争で広範囲に使用された。L-5は軽飛行機を転用した機体の中では比較的エンジンが強力で短距離離着陸性能に優れており、担架を搭載できるモデルもあったため前線からの負傷兵後送にも使用された。1962年になると、命名規則改正により残っていた機体はU-19Aと改称されたが、空軍大学校でグライダー曳航用に使われていた1機だけはU-19Bと呼ばれた。

## 派生型
O-62/L-5
最初の量産型。1,813機生産。
L-5A
電気システムを変更。L-5から688機を改修。
L-5B
担架を収容できるよう後部胴体を改修。730機生産。
L-5C
偵察カメラを搭載可能にした。200機生産。
L-5E
フラップの展張と共に下がるエルロンを設置。750機生産。なお、L-5Dの名称は使用されていない。
L-5G
最終型。機体フレームやエンジンを強化。
XL-5
評価用に1機だけ製造された機体。エンジンなど細部を変更。
OY-1
アメリカ海軍/海兵隊に移管された306機のL-5。
OY-2
アメリカ海軍/海兵隊に移管された152機のL-5E。
センチネル Mk.I
レンドリース法によりイギリス空軍に引き渡された40機のL-5。
センチネル Mk.II
レンドリース法によりイギリス空軍に引き渡された60機のL-5B。

## 採用国

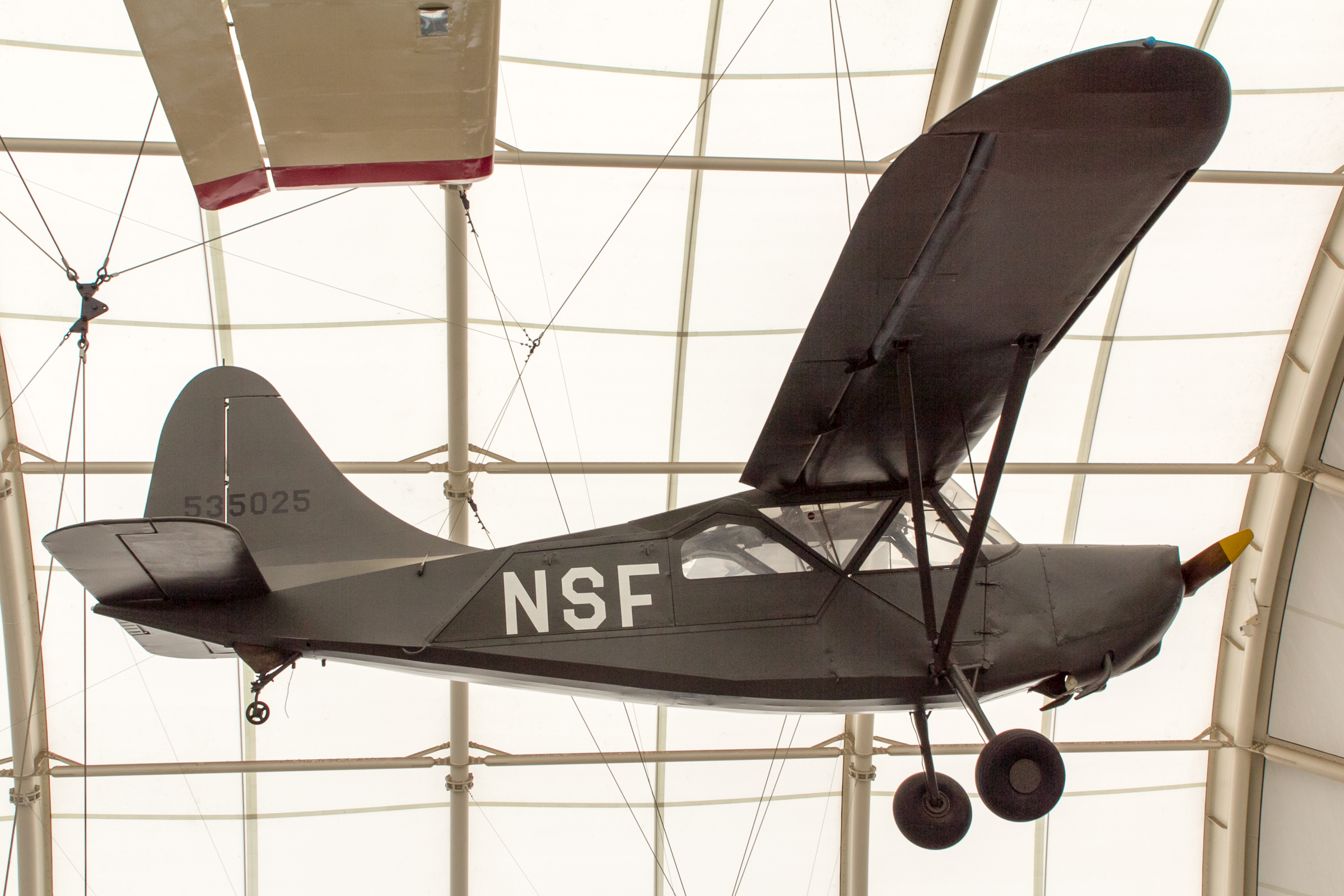
所沢航空発祥記念館にて展示されているL-5

オーストラリア
 イギリス
 ギリシャ
 イタリア
 韓国
 フィリピン
 ポーランド
 中華民国
 中華人民共和国
 タイ
 アメリカ合衆国
 日本
1953年に保安隊へ35機が供与され『スチンソン』や『L機』と呼ばれた。内訳はA~E、G型の混成で、陸上自衛隊発足後も1958年頃まで使用されていた。

## 諸元
- 全長：7.34 m
- 全幅：10.36 m
- 全高：2.41 m
- 翼面積：14.40 m2
- 空虚重量：703 kg
- 最大離陸重量：916 kg
- エンジン：ライカミング O-435-1 水平6気筒ピストンエンジン(185hp) × 1
- 最大速度：209 km/h=0.17
- 実用上昇限度：4,815 m
- 航続距離：676 km（最大ペイロード時）
- 乗員：2名